# Ionopezia
Ionopezia Van Vooren – rodzaj grzybów z rodziny kustrzebkowatych (Pezizaceae). W Polsce występuje Ionopezia gerardii

## Charakterystyka
Askokarp typu apotecjum bez trzonu. Jest skórzaste, krążkowate lub nieco kubkowate, fioletowe. Miąższ bez mleczka. Worki z wieczkiem, 8-zarodnikowe, z pastorałkami lub bez, o ścianach w odczynniku Melzera miejscami amyloidalnych. Wstawki szkliste z zewnętrznym pigmentem o barwie fioletowobrązowej, na wierzchołkach fioletowej. Askospory wrzecionowate, z wieloma gutulami, o powierzchni lekko prążkowanej.
Grzyby mykoryzowe.

## Systematyka i nazewnictwo
Pozycja w klasyfikacji według Index Fungorum: Pezizaceae, Pezizales, Pezizomycetidae, Pezizomycetes, Pezizomycotina, Ascomycota, Fungi.
Gatunki:
- Ionopezia gerardii (Cooke) Van Vooren 2020
- Ionopezia ionella (Quél.) Van Vooren 2020

Wykaz gatunków i nazwy naukowe na podstawie Index Fungorum.